# 小阪修平
小阪 修平（こさか しゅうへい、1947年4月18日 - 2007年8月10日）は、日本の思想評論家。哲学者。全共闘活動家。駿台予備学校論文科講師。

## 生涯
学園闘争や舞台活動に熱中した結果単位不足になり、東京大学を中退。東大全共闘の熱心な活動家であった経歴を持ち（上記の東大中退はその影響が大きいとされる）、1969年に東大全共闘と三島由紀夫との間で行われた討論会『討論 三島由紀夫vs.東大全共闘―美と共同体と東大闘争』にも出席、主要に発言したと本人の著書で語っている。（「思想としての全共闘世代」）。
その後、在野の哲人として哲学や現代思想を中心に幅広く評論活動を展開する。初期の別冊宝島にはたびたび寄稿。
戸田徹、笠井潔らと「マルクス葬送派」を名乗る。また1986年から1991年にかけて雑誌『オルガン』を編集委員代表として10号刊行。編集委員には笠井潔・竹田青嗣がいた。
難解に陥りがちな哲学を、水準を落とさずに平易に解説する著書を複数出版した。予備校では「人文系小論文」などを担当し、朝日カルチャーセンターなどの講師も務めた。フジテレビの深夜番組「哲学の小部屋」や「哲学の傲慢」をきたろうとともに担当したこともある（1991年、1994年4月 - 9月）。
在野の活動として読書会を主宰し、その参加者の中には西研や竹田青嗣らがおり、彼らをはじめ、多方面に同志や弟子ともいえる人たちが存在する。
2007年8月10日、急性心不全のため東京都府中市の病院で死去。60歳没。旧友の小野田襄二、木村修、高橋公ら11名の呼びかけで、9月27日、東京虎ノ門、パストラルにて「故小阪修平君を偲ぶ会」が催された。

### 経歴
- 1947年岡山県津山市生まれ。父親の仕事の都合で福岡県・大分県を転々として育つ
- 1966年福岡県立修猷館高等学校卒業[1]
- 1970年東京大学教養学部中退
- 1991年の休刊まで雑誌『オルガン』（現代書館）を編集
- 晩年は国立市富士見台に住む。

## 著書

### 哲学・現代思想

#### 単著
- 『イラスト西洋哲学史』（ひさうちみちお）絵（JICC出版局、1984年）
- 『非在の海-三島由紀夫と戦後社会のニヒリズム』（河出書房新社、1988年）[1]
- 『現代思想のゆくえ』（彩流社、1994年）
- 『市民社会と理念の解体』（彩流社、1994年）
- 『コンテンポラリー・ファイル:醒めない夢の時代を読む』（彩流社、1994年）
- 『はじめて読む現代思想 1 水源篇 真理なき時代の哲学（Geibun library 6）』（芸文社、1995年）改題『そうだったのか現代思想 ― ニーチェからフーコーまで（講談社+α文庫）』（講談社、2002年）
- 『はじめて読む現代思想 2 展開篇: 相対主義を超えて（Geibun library 7）』（芸文社、1995年）
- 『ことばの行方 終末をめぐる思想-小説のことばから現代を読む（Geibun library 16）』（芸文社、1997年）
- 『哲学通になる本』（オーエス出版、1997年）
- 『自分という「もんだい」― “私”と“世界”をめぐる哲学ノート』（大和書房、1997年)
- 『現代社会のゆくえ』（彩流社、2000年）
- 『ガイドブック 哲学の基礎の基礎-「ほんとうの自分」とは何なのだろう（講談社+α文庫）』（講談社、2003年）
- 『図解雑学 現代思想』（ナツメ社、2004年）
- 『思想としての全共闘世代（ちくま新書）』（筑摩書房、2006年）

#### 共著・編著
- 編集『討論 三島由紀夫 vs 東大全共闘 《美と共同体と東大闘争》』（新潮社、1969年）
- 栗本慎一郎共著『現代思想批判: 言語という神（<現在>との対話 4）』（作品社、1985年）
- 見田宗介共著『現代社会批判: <市民社会>の彼方へ（<現在>との対話 5）』（作品社、1986年）
- 編著『ニュージャパノロジー: <日本思想>現代を解く鍵（フィールドワーク・シリーズ 1)』（五月社、1985年）
- 小浜逸郎共編『家族の時代（フィールドワーク・シリーズ 2)』（五月社、1985年）
- 編著『思考のレクチュール 1: 身体という謎』（作品社、1986年）
- 編著『思考のレクチュール 2: 生命のざわめき』（作品社、1986年）
- 編著『思考のレクチュール 3: 存在への往還』（作品社、1986年）
- 編著『思考のレクチュール 4: 記号の死』（作品社、1986年）
- 編著『思考のレクチュール 5: 地平としての時間』（作品社、1987年）)
- 編著『わかりたいあなたのための現代思想・入門』（JICC出版局、1990年）（宝島社文庫)』（宝島社、2000年）
- 編著『わかりたいあなたのための現代思想・入門 2』（JICC出版局、1990年）
- 廣松渉共著『歴史的実践の構想力』（作品社、1991年）
- 竹田青嗣・橋爪大三郎・山本哲士・松沢正博・岡野守也共著『徹底討論「自己」から「世界」へ』（春秋社、1992年）
- 小山慶太ほか共著『日曜日の図書館（Z会ペブル選書 2）』（増進会出版社、1995年）
- 橋爪大三郎ほか共著『三島由紀夫 vs 東大全共闘 1969-2000』（藤原書店、2000年）

### 受験参考書・小論文
- 『小阪の合格小論文（東書の大学入試シリーズ）』（東京書籍、1997年）
- 駿台予備学校編 『大学入試完全攻略シリーズ 東京大学 後期日程 文科』（駿台文庫、年次版）

※ 通称、青本。文科三類の小論文「出題分析と合格作戦」「解答・解説」執筆。
- 『考える力がつく「論文」の書き方』（大和書房、2003年）
- 『考える技法-小論文で頭がやわらかくなる（PHP新書)』（PHP研究所、2005年）

### 翻訳
- エドワルド・リウス『マルクス（For beginners シリーズ）』（現代書館、1980年）
- ダヴィッド・スミス『資本論（For beginners シリーズ)』（現代書館、1983年）